# Zheng He

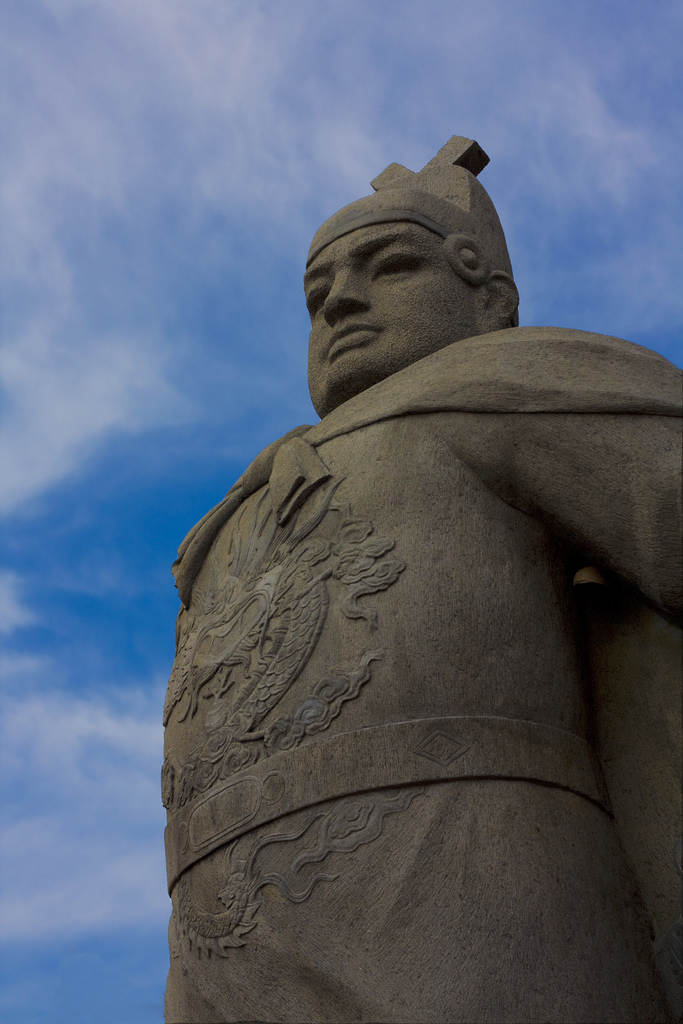
Monument für Admiral Zheng He in Malakka, beim ehemaligen Rathaus (Stadthuys).

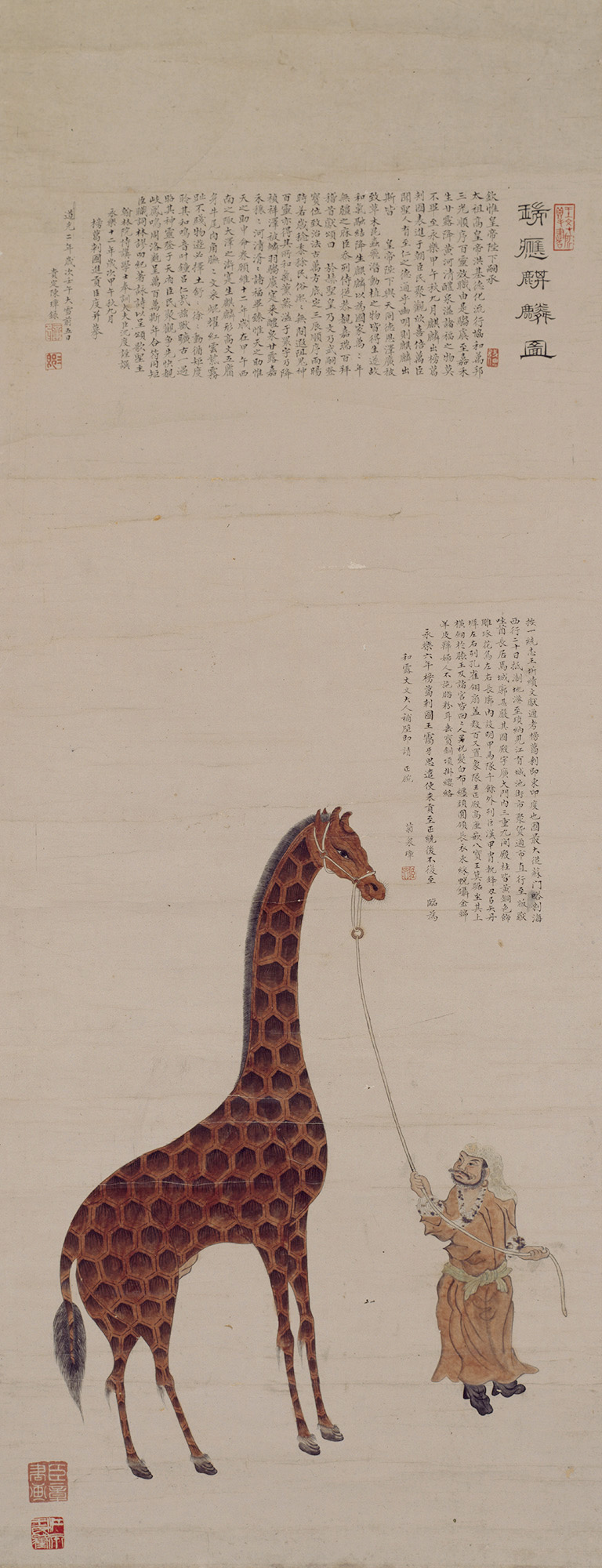
Das Manuskript „Tribut – Giraffe mit Begleiter“ mit der Darstellung einer Giraffe, die vom Sultan von Bengalen Ghiyasuddin Azam Shah aus dem somalischen Ajuran-Reich mitgebracht und später im dreizehnten Jahr von Yongle (1415) dem Ming-Hof geschenkt wurde und von Zheng He nach China gebracht wurde (Malerei von Shen Du)

Zheng He (chinesisch 鄭和 / 郑和, Pinyin Zhèng Hé, W.-G. Cheng Ho, Pe̍h-ōe-jī Tēnn Hô; * 1371 in Kunming in der Provinz Yunnan; † 1433 oder 1435) war ein chinesischer Admiral. Zheng He unternahm mit großen Flotten zwischen 1405 und 1433 sieben große Expeditionen in den Pazifik und den Indischen Ozean. Dabei bekämpfte er nicht nur erfolgreich die Piraterie, sondern erforschte auch die Meere bis nach Arabien und Ostafrika. Seine Dschunken sollen dabei mehr als 50.000 km zurückgelegt haben.

## Leben und Reisen Zheng Hes

Kaiser Yongle

Mangels seriöser Quellenangaben sind die folgenden Ausführungen eher als Erzählungen des Volksmundes zuzuordnen.

### Kindheit und Aufstieg
Zheng He wurde zur Zeit der Ming-Dynastie in Kunyang, dem heutigen Straßenviertel Kunyang im Stadtbezirk Jinning in der südchinesischen Provinz Yunnan als Sohn einer muslimischen Familie geboren. Sein Geburtsname war Ma He.  Er war ein direkter Nachkomme – in sechster Generation – des berühmten, in den Diensten der Mongolen stehenden Ministers Sayyid Adschall Schams ad-Din Umar (1211–1279), dessen Vorfahren aus Buchara stammten und als Nachfahren Mohammeds galten. Sein Großvater und Vater hatten, als gläubige Muslime, beide den Haddsch, die Pilgerfahrt nach Mekka, absolviert. Im Jahre Hongwu 15 (1382) geriet er als elfjähriger Junge in Gefangenschaft der Ming-Truppen, die gerade die Provinz Yunnan befriedeten. Mit 13 Jahren wurde er kastriert, da der Kaiser und seine Nachkommen die einzig zeugungsfähigen Männer im Palast sein durften. Zheng He kam zunächst als Diener an den Hof des Prinzen von Yan, Zhu Di, der später als Cheng Zu der Yongle-Kaiser (1403–1424) der Ming-Dynastie werden sollte.
Ma He zeigte sich als außergewöhnlicher Diener und wurde in Kriegskunst und Diplomatie unterwiesen. Prinz Zhu Di gab Ma He den neuen Namen Zheng He (Cheng Ho), nachdem das Pferd des Eunuchen in einer Schlacht bei Zhenglunba getötet worden war. Als weiterer Name Zheng Hes tritt „San Bao“ auf, was „drei Juwelen“ bedeutet. Zheng He war nach den Berichten eine imposante Erscheinung. Er soll über zwei Meter groß und sehr beleibt gewesen sein und eine tiefe oder aber sehr durchdringende Stimme gehabt haben.
Als Prinz Zhu Di im Jahr 1402 Kaiser wurde, bedeutete dies auch einen erheblichen Machtzuwachs für Zheng He. 1403 ernannte ihn der neue Kaiser Yongle zum Admiral und befahl, eine Flotte von Schatzschiffen zu bauen, um damit den Einflussbereich Chinas auszudehnen und nach der Fremdherrschaft der Mongolen wieder als ein mächtiges Land zu erscheinen. Admiral Zheng He war der erste Eunuch, der eine so hohe militärische Position in China bekleidete.

### Schiffe, Navigation

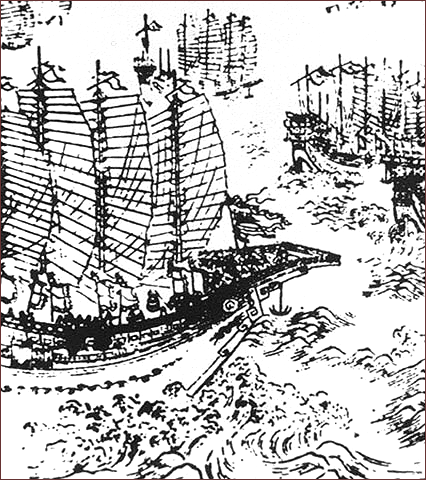
Chinesischer Holzschnitt aus dem frühen 17. Jahrhundert, der einige Schiffe der Flotten Zheng Hes darstellt. Die Schiffe sind mit 7 Masten dargestellt, wobei vier Segel gehisst sind.

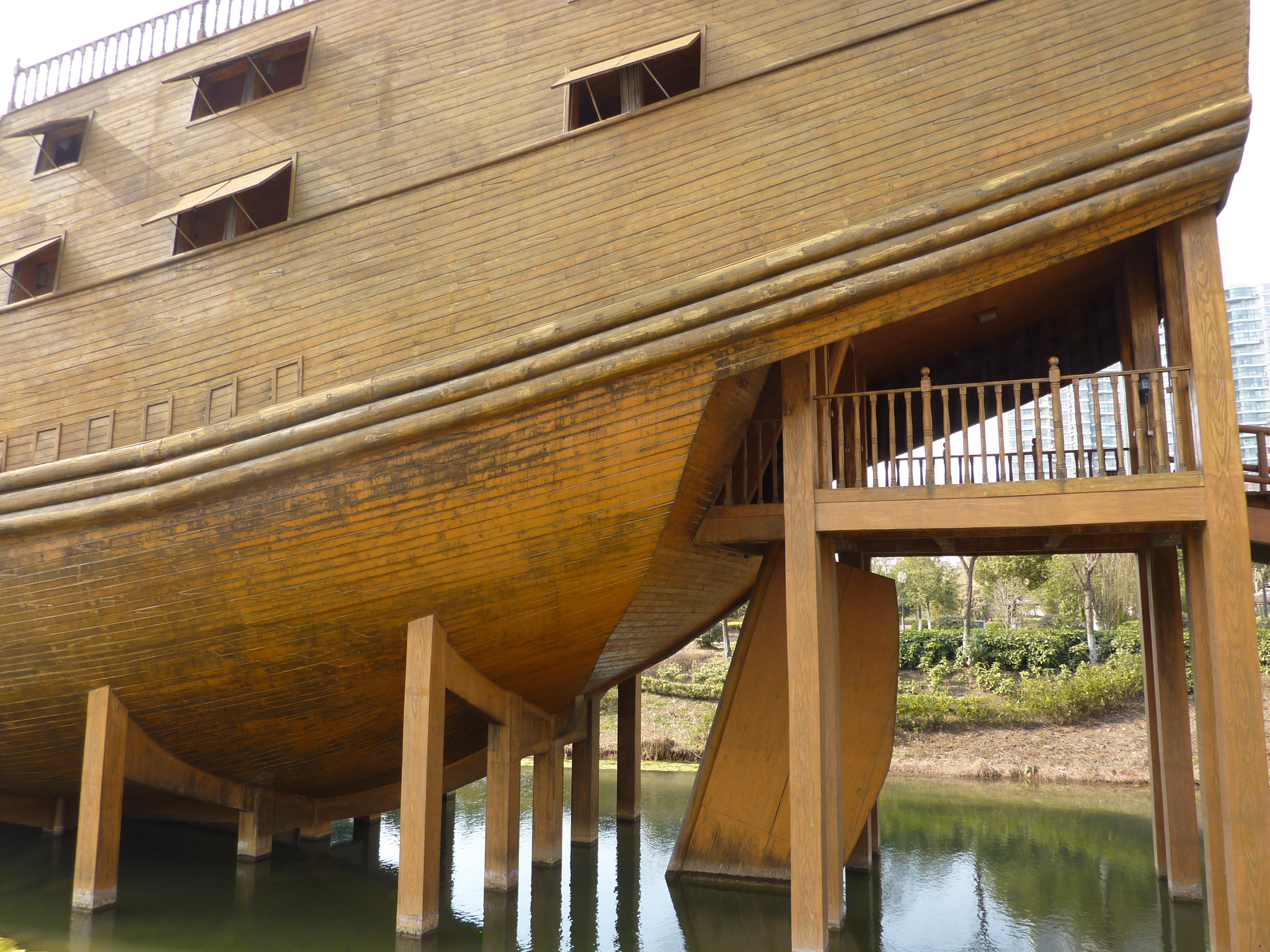
Ruder an einem modernen Modell eines Schatzschiffes (Drachenfluss-Werft).

Die Flotten Zheng Hes bestanden aus Schiffen verschiedener Bauweise, darunter riesigen Dschunken, der einzige große Segelschifftyp ohne Kielkonstruktion. Um den sich daraus ergebenden Nachteil der Seitendrift beim Segeln schräg zum Wind zu kompensieren, erhielten sie zwei Seitenschwerter, die in gewissem Maße die Funktion des Kiels ersetzten: Je nach Wassertiefe und Richtung des Windes lassen sie sich anheben und senken.
Die „Schatzschiffe“ hatten nach alten chinesischen Chroniken Maße von bis zu 120 m Länge und 50 m Breite. Die moderne Forschung legt nahe, dass die Größenangaben wohl stark übertrieben sind und auch die Flaggschiffe dieser Flotte maximal 84 m lang waren. Sie wurde in Nanjing am Jangtse in Trockendocks gebaut. Um die Schiffe hochseetüchtig zu machen, erhielten sie mehrere Binnenräume, die mittels Schotten wasserdicht verschließbar waren.
Hauptzweck der Reisen war der Handel, vor allem mit Gewürzen und Juwelen, das Ziel der Drachenflotte daher indische, persische und arabische Handelshäfen; aber auch Tributzahlungen sollte der chinesische Admiral für den Drachenthron heimbringen. Der Landweg, die Seidenstraße, war zur Zeit der ersten Fahrt (1405) unsicher geworden: somit dienten die neuen Schiffsrouten „als Entlastung, um Handel und Vasallentreue zu bekräftigen“. Die Flotte hatte tausende von Tonnen chinesischer Handelsgüter an Bord. Sie bestand aus z. T. achtmastigen Groß-Dschunken sowie Pferdetransportern, Spezialschiffen voller Trinkwasser und Kräuterreservoirs für die Schiffsapotheken sowie schnellen Signalschiffen. Die Flotte führte tausende Soldaten mit sich, nicht nur zur Bekämpfung der Piraten, sondern auch um Machtansprüchen des Kaisers Nachdruck zu verleihen. Die Flotte dürfte in ihren gewaltigen Ausmaßen und „mit ihren roten Segeln wie eine schwimmende Stadt aus roter Seide gewirkt haben. Am Bug war jedes Schiff mit aufgerissenen Augen verziert, und 24 Bronzekanonen auf jedem Großschiff“ unterstrichen die kaiserliche Macht.
Zur Navigation wurde bereits der Kompass benutzt, der in China im 11. Jahrhundert erfunden wurde. Markierte Räucherstäbchen dienten als Uhren. Jeder Tag umfasste 10 Wachen zu je 2,4 Stunden, also jeweils 2 h 24 min. Die geografische Breite wurde durch Messung der astronomischen Höhe des Polarsterns im Norden und des Kreuzes des Südens auf der Südhalbkugel ermittelt.

### Reisen

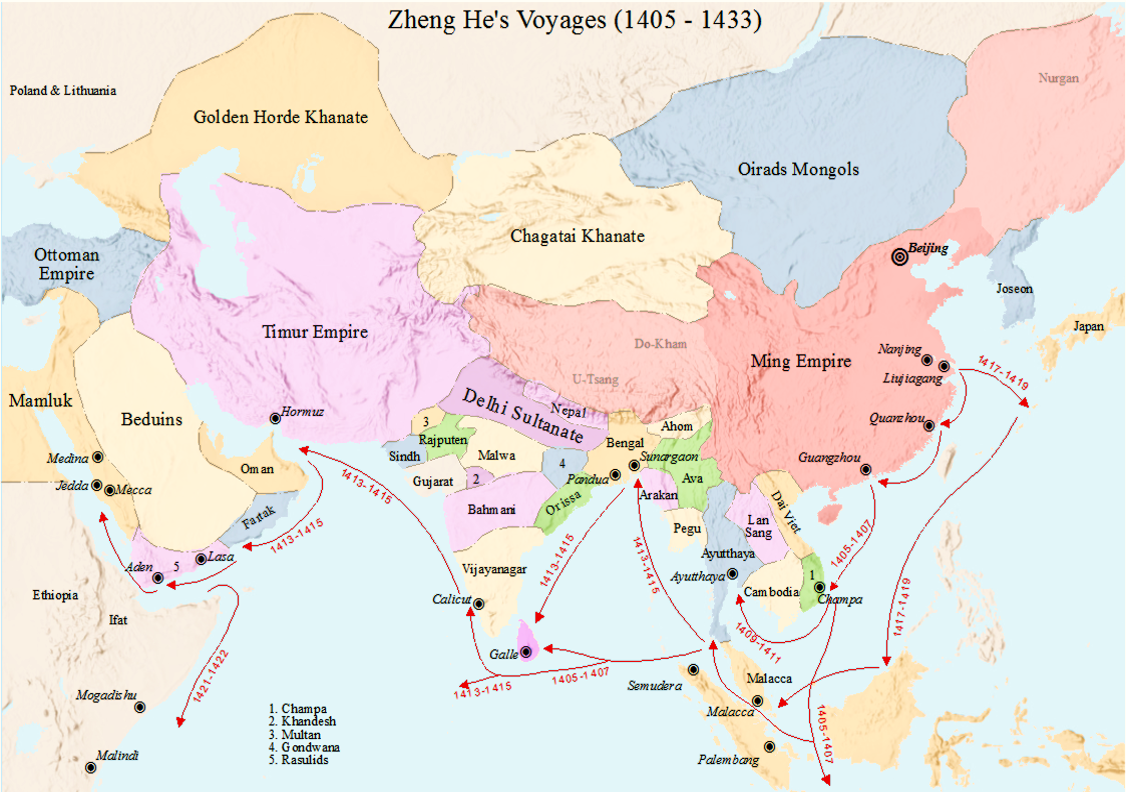
Karte mit den Reisen des Zheng He.

#### Erste Reise (1405–1407)
Die erste Schatzflotte bestand aus 62 Schiffen. Im Herbst 1405 lief sie mit 27.800 Mann Besatzung aus. Ziel der ersten Reise war Calicut in Indien, um Pfeffer für Seide und Porzellan zu erwerben. Indien war bereits im 7. Jahrhundert vom chinesischen Entdecker Xuanzang auf dem Landweg erforscht worden. Die Flotte machte Station in Vietnam, Java und Malakka und fuhr dann nach Westen quer über den Indischen Ozean nach Sri Lanka und an die Südostküste von Indien. Den Winter 1406/1407 verbrachte die Flotte dort mit Handel und Diplomatie. Auf dem Rückweg bekämpfte sie Piraten, die den Handel mit Indien behinderten. Ihr Anführer wurde gefangen genommen und öffentlich geköpft. Die Rückkehr nach Nanjing erfolgte noch im Jahr 1407.
Mit an Bord befand sich als Übersetzer Ma Huan, der Admiral Zheng He auf drei von dessen sieben Reisen in die Westlichen Ozeane begleitete und durch dessen Bericht die besten Kenntnisse davon überliefert sind.

#### Zweite Reise (1407–1409)
Die zweite Reise der Schatzflotte ging erneut nach Indien, um dort die Macht des Königs von Calicut zu sichern. Zheng He nahm nicht persönlich teil, da er in China die Aufsicht über die Instandsetzung von Tempeln hatte.

#### Dritte Reise (1409–1411)
Die dritte Reise, für Zheng He die zweite, wurde mit 48 Schiffen und ca. 30.000 Mann Besatzung durchgeführt. Sie verlief auf einer ähnlichen Route wie die erste Reise. Auf dem Weg wurden Lager für Güter eingerichtet. Der König von Sri Lanka zeigte sich gegenüber den Chinesen feindlich. Zheng Hes Truppen besiegten die Streitkräfte des Königs, nahmen ihn selbst gefangen und brachten ihn nach Nanjing.

#### Vierte Reise (1413–1415)
Ende 1412 erhielt Zheng He vom Kaiser den Befehl zu einer vierten Reise. Um den Jahreswechsel 1413/14 lief die Flotte mit 63 Schiffen und 28.560 Mann aus. Ziel war die Straße von Hormus am Persischen Golf, bekannt für Perlen und Edelsteine. Teile der Flotte segelten entlang der Ostküste von Afrika bis nach Mosambik. Im Sommer 1415 kehrte die Flotte mit arabischen und afrikanischen Diplomaten und zahlreichen Schätzen des Orients nach Nanjing zurück.

#### Fünfte Reise (1417–1419)
Die fünfte Reise wurde vom Kaiser 1417 befohlen, um die Diplomaten von Nanjing in ihre Heimatländer zurückzubringen. Die Schatzflotte verließ Nanjing 1417, nahm ihren Weg über den Persischen Golf zur Ostküste Afrikas und machte unter anderem in Mogadischu halt. Sie kehrte 1419 zurück.

#### Sechste Reise (1421–1422)
Die Schatzflotte lief im Frühjahr 1421 aus. Die Reise ging über Südostasien, Indien und den Persischen Golf erneut nach Afrika. Zheng He selbst kehrte Ende 1421 nach China zurück, der Rest der Flotte 1422.
Kaiser Yongle starb 1424. Dies bedeutete nicht nur für Zheng He persönlich, sondern auch für die chinesische Schatzflotte einen schweren Schlag. Der neue Kaiser Hongxi (Yongles Sohn) machte den Reisen der Schatzflotte ein Ende und schickte Schiffbauer und Seeleute nach Hause. Zheng He wurde Militärkommandant der Hauptstadt Nanjing.

#### Siebte Reise (1431–1433)

Route der 7. Expedition von Zheng He (1431–1433)

Kaiser Hongxi starb 1425. Sein Sohn, der Xuande-Kaiser, bestieg den Kaiserthron. Er neigte den Interessen seines Großvaters zu und ließ die Schatzflotte reaktivieren. 1430 gab er Order zu einer erneuten Reise. Zheng He wurde wieder als Admiral eingesetzt. Ziel dieser Reise war die Wiederherstellung friedlicher Beziehungen mit den Königreichen von Malakka und Thailand. Ein Jahr später lief die Flotte mit 100 Schiffen und 27.500 Mann aus.

### Tod

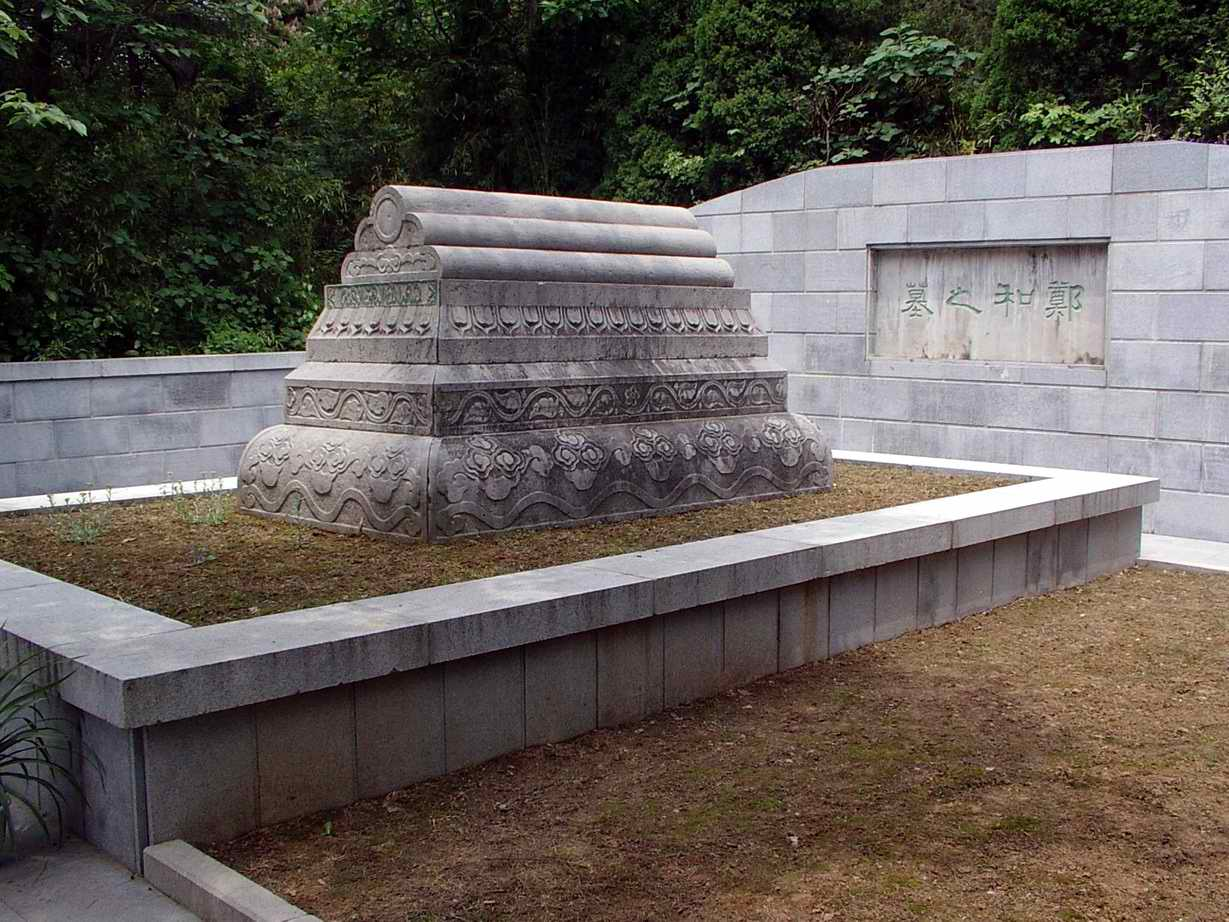
Zheng Hes Grab, Nanjing

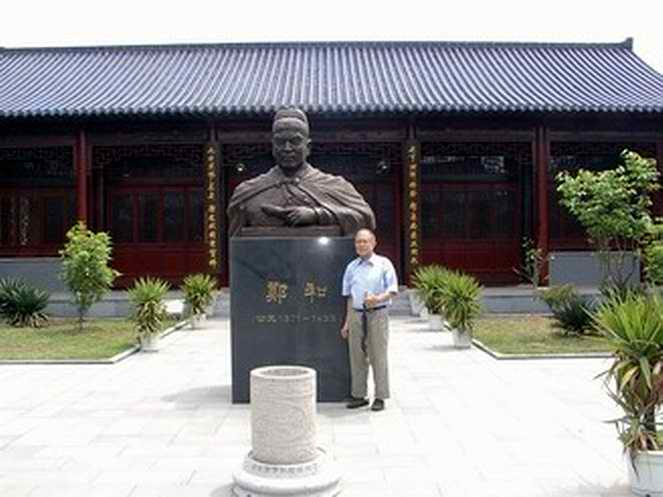
Peter Pang, einer der Nachkommen von Zheng Hes Bruder, mit einer Statue seines Großonkels (in der Nähe seines Ehrenmals in Nanjing)

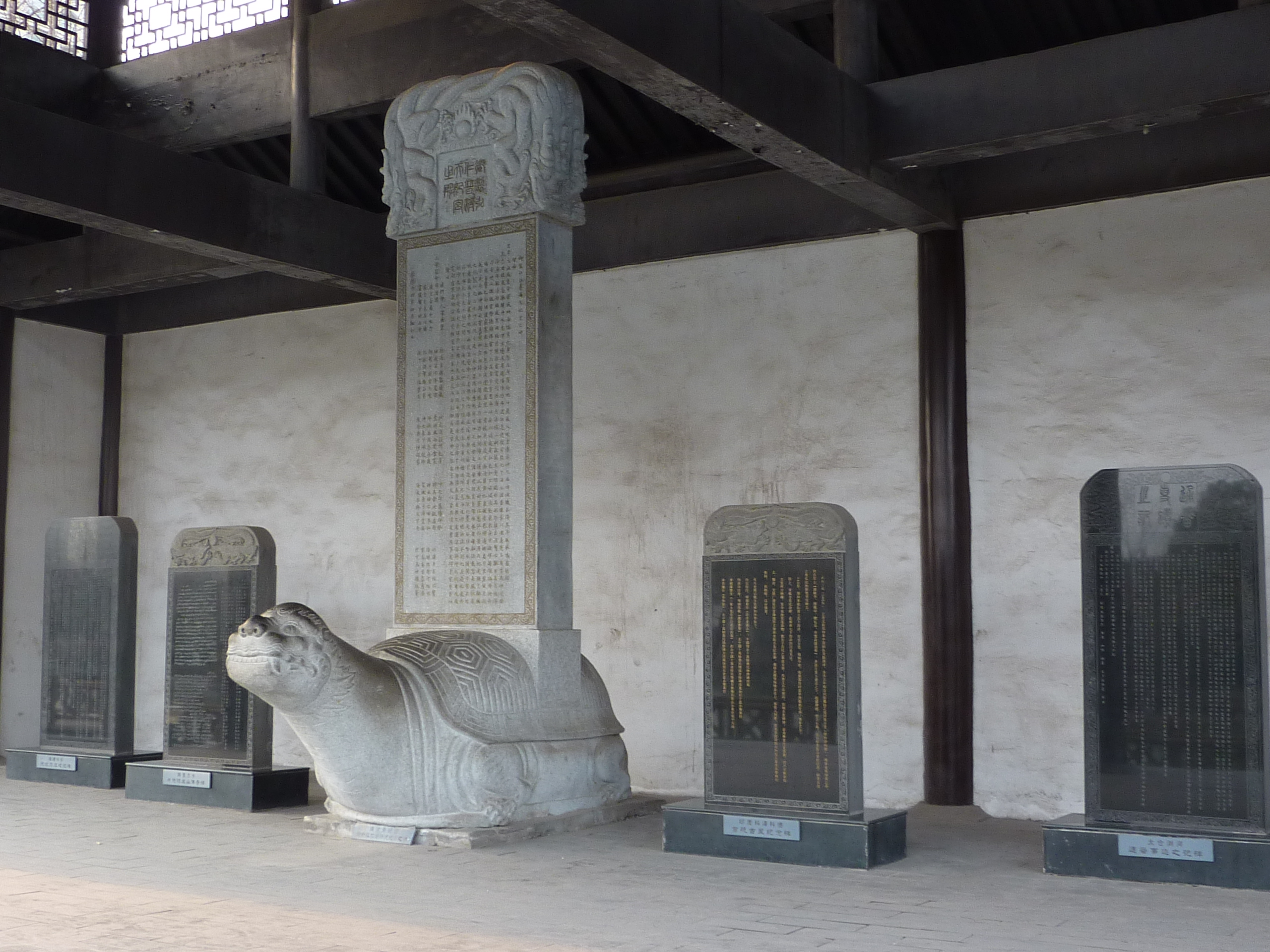
Repliken von Denkmälern aus der Zeit der Reisen von Zheng He. In der Mitte die Stele auf der Bixi-Schildkröte, die in Nanjing zu Ehren der Göttin Mazu zum Gedenken an die erste Reise errichtet wurde. An den Seiten befinden sich Stelen, die Admiral Zheng He in Liujiagang, Changle (Fuzhou), Galle (Sri Lanka) und Calicut (Indien) aufstellte.

Die Berichte über Zheng Hes Tod sind widersprüchlich. Nach einigen Angaben soll er noch auf der Heimreise im Jahr 1433 gestorben sein, nach anderen 1435 nach der Rückkehr.
Zheng Hes Grab liegt bei Nanjing. Der große Sarkophag aus hellem Stein in den Ochsenkopf-Bergen, der offiziell als Grab und Gedenkstätte gilt, ist aber nachweislich leer. Das Grabmal wurde 1985 zum 580. Jahrestag der ersten Reise der Schatzflotte restauriert.
In Nanjing befinden sich noch heute drei der großen Trockendocks, auf denen Zheng He seine Schiffe bauen ließ.

## Nachleben
Zheng Hes Unternehmungen brachten dem Kaiserhof keinen Profit ein, sondern waren für die Regierung immer mit einem finanziellen Defizit verbunden. Die Konfuzianer am Hof brandmarkten aus diesem Grund seine Reisen als Verschwendung von Staatsgeldern. Am Ende des 15. Jahrhunderts unterlag Zheng He daher auch einer gewissen Dämonisierung durch die Gelehrtenelite, die sogar Teile der Aufzeichnungen vernichten ließ, so dass heute nur noch spärliche Quellen vorhanden sind.

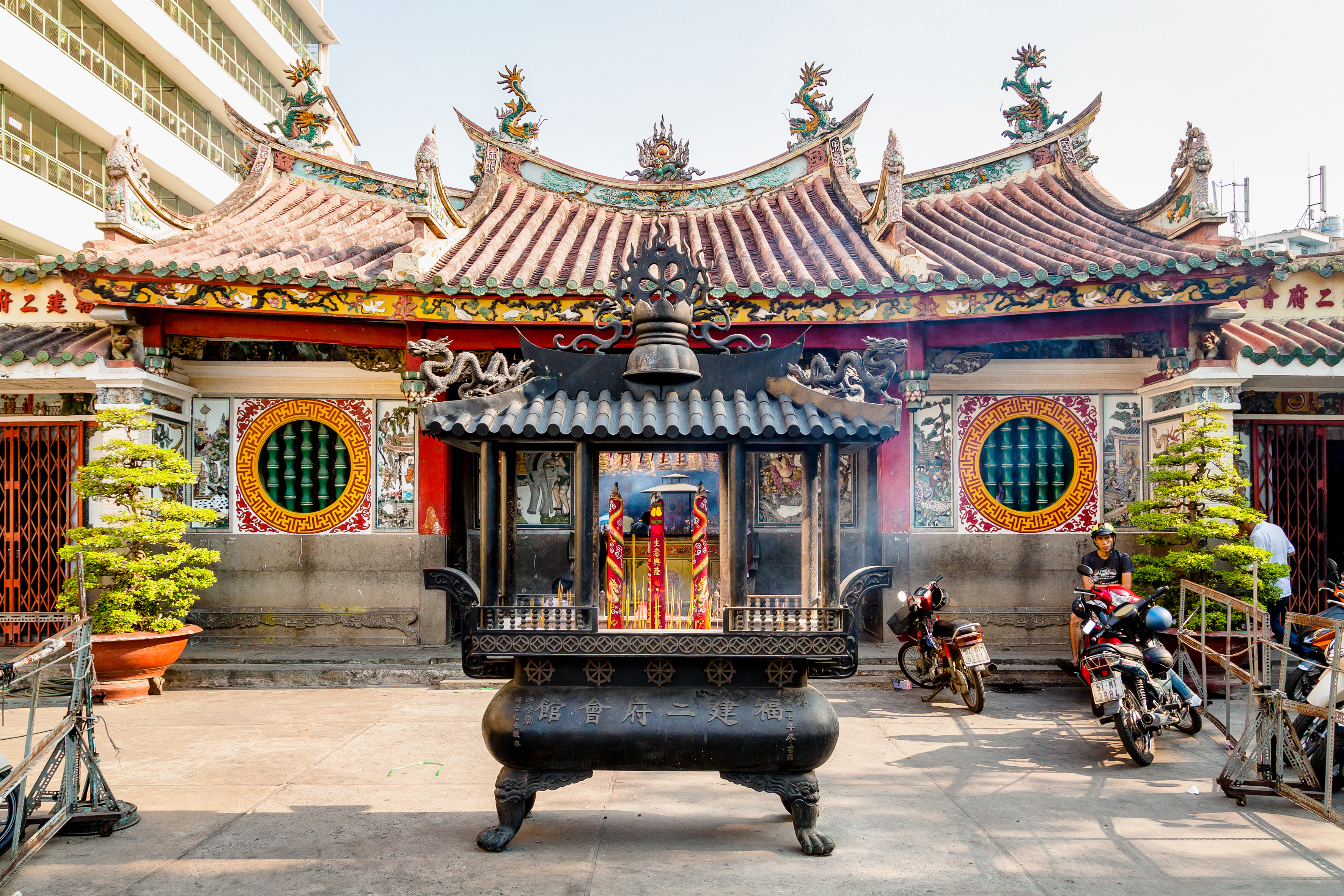
Der Ông Bổn Tempel, gebaut um Zheng He (oder Bổn Đầu Công) zu verehren – in Ho Chi Minh City, Vietnam

Eine völlig entgegengesetzte Entwicklung war aber ebenso zu beobachten. Recht bald nach seinem Tod wurde Zheng He von den Daoisten zum verehrungswürdigen Ahnen erhoben und mit dem Zusatz „Eunuch, Admiral und Gott“ zur Gottheit ernannt. Nach dieser Vergöttlichung wurde er alsbald nicht nur bei Seefahrern ein beliebter Schutzpatron, sondern er wird bis heute auch bei Krankheiten, bei der Auswahl von Ehepartnern und in allen Fragen angerufen, die das häusliche Glück betreffen.
Im Jahre 2005 wurde das 600-jährige Jubiläum von Zhengs erster Reise gefeiert. In Qingdao stach am 24. Mai 2005 die Grüne Augenbraue in See, Nachbau eines der kleineren Seeschiffe der historischen Flotte, um nach 40 Tagen in chinesischen Küstengewässern 17 asiatische und afrikanische Häfen so anzulaufen wie 600 Jahre zuvor Zheng He.

## Ende der Schatzflotte
Der Nachfolger des Kaisers Xuande, Zhengtong, schlug eine völlig andere Seefahrtspolitik ein. Aufgrund schwerer Naturkatastrophen in China gab er die Schatzflotte auf. Ihre enormen Kosten wurden untragbar, und man verwendete das Geld zum Wiederaufbau zerstörter Gebiete. Allerdings wurden die großen Schatzschiffe nicht zerstört, sondern vorerst nur stillgelegt. Da jedoch kein Geld für die Instandhaltung bereitstand, wurden die Schiffe nach und nach abgewrackt.
Der größte Teil von Zheng Hes Flotte wurde nach 1435 der kaiserlichen Kriegsflotte zugeteilt. Damit war die Zeit der chinesischen Entdeckungsfahrten beendet. Zur selben Zeit (1434) umfuhr der portugiesische Seefahrer Gil Eanes im Auftrag Heinrichs des Seefahrers das Kap Bojador an der Westküste Afrikas – eine wichtige Etappe bei der Entdeckung des Seewegs nach Indien und damit auch ein Schritt auf dem Weg zur europäischen Expansion.
Entgegen einer weit verbreiteten Überzeugung stellte China nach 1435 seinen Seehandel nicht ein, dies geschah erst 1551 unter Kaiser Jiajing und war nur von kurzer Dauer. Im Gegenteil, das Reich der Mitte blieb die bedeutendste Seehandelsmacht in Ostasien. Bis zum Opiumkrieg befuhren die chinesischen Händler die Seewege zwischen den ostasiatischen Ländern bis nach Indien, auch gestützt auf die Überlieferungen des Zheng He. Allerdings war kein Kaiser je wieder bereit, die hohen Kosten für eine rein staatlich finanzierte Handelsflotte zu übernehmen.

## Rezeption

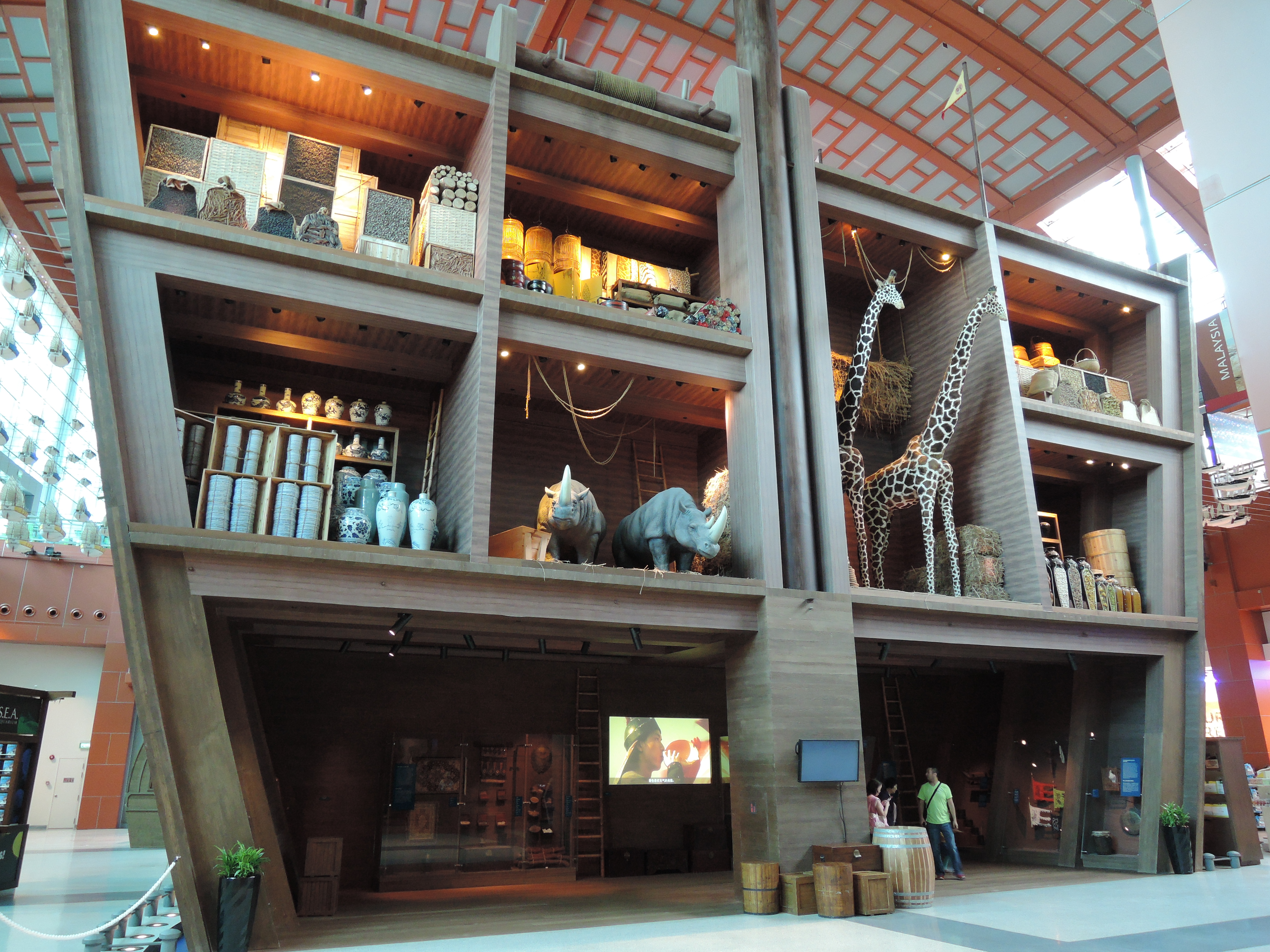
Querschnitt eines Schatzschiffs, Modell im Maritime Experiential Museum, Insel Sentosa, Singapur.

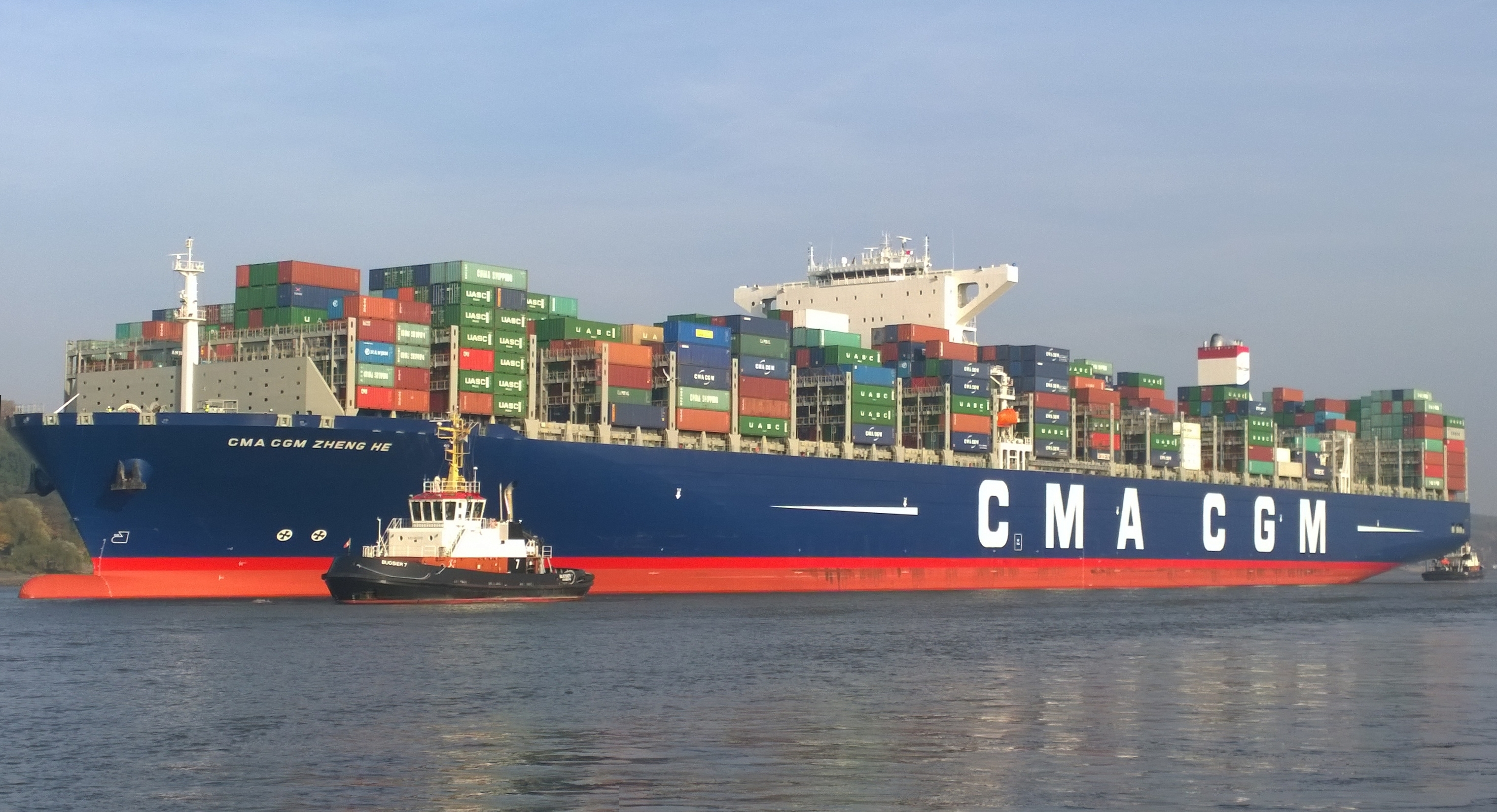
Die CMA CGM Zheng He, 2015 auf der Elbe

Nach Zheng He wurde das 399 Meter lange Containerschiff CMA CGM Zheng He der CMA-CGM-Christophe-Colomb-Klasse benannt.
Im Buch 1421 stellte der britische Schriftsteller Gavin Menzies die Hypothese auf, dass die Schatzflotte Australien, Neuseeland, die Antarktis, Amerika, die Nordostpassage und die Karibik entdeckte, Grönland umrundete und die Welt 1421 bis 1423 – also vor dem portugiesischen Seefahrer Ferdinand Magellan – umsegelte. Menzies’ Thesen werden von Fachhistorikern einhellig als Geschichtsfiktion abgelehnt.
Die China National Space Administration plant eine Mission zum Asteroiden (469219) Kamoʻoalewa unter dem Namen Zheng He. Die Mission soll 2025 starten und Proben zur Erde bringen.
In Indonesien sind mehrere Moscheen nach dem Admiral benannt, unter anderem gibt es Cheng Ho Moscheen in Palembang, Surabaya und Pandaan.

## Film
- Chen Kaige: Admiral Zheng He – Eunuch und Feldherr der Meere, Singapur/Niederlande, 2005, 53 min
- Chen Qian:  Gigant der Meere: Die Drachenflotte des Admiral Zheng He, ZDF, 2006, 45 min